# توماش بوسبيشال
توماش بوسبيشال (مواليد 26 يونيو 1936) هو لاعب كرة قدم. يلعب مع منتخب تشيكوسلوفاكيا لكرة القدم. سبق له أن لعب في كأس العالم لكرة القدم مع منتخب بلاده.

## روابط خارجية
- توماش بوسبيشال على موقع الاتحاد الدولي (مؤرشف)  (الإنجليزية)
- توماش بوسبيشال على موقع الاتحاد التشيكي (الإنجليزية)
- توماش بوسبيشال على موقع قاعدة بيانات كرة القدم.إي يو (الإنجليزية)
- توماش بوسبيشال على موقع بيانات كرة القدم. دي إي (الألمانية)
- توماش بوسبيشال على موقع ناشيونال فوتبول تيمز (الإنجليزية)
- توماش بوسبيشال على موقع Soccerway.com (الإنجليزية)
- توماش بوسبيشال على موقع عالم كرة القدم.نت (الإنجليزية)